# Lepechinia fragrans
Lepechinia fragrans är en kransblommig växtart som först beskrevs av Edward Lee Greene, och fick sitt nu gällande namn av Carl Clawson Epling. Lepechinia fragrans ingår i släktet Lepechinia och familjen kransblommiga växter. Inga underarter finns listade i Catalogue of Life.

## Bildgalleri

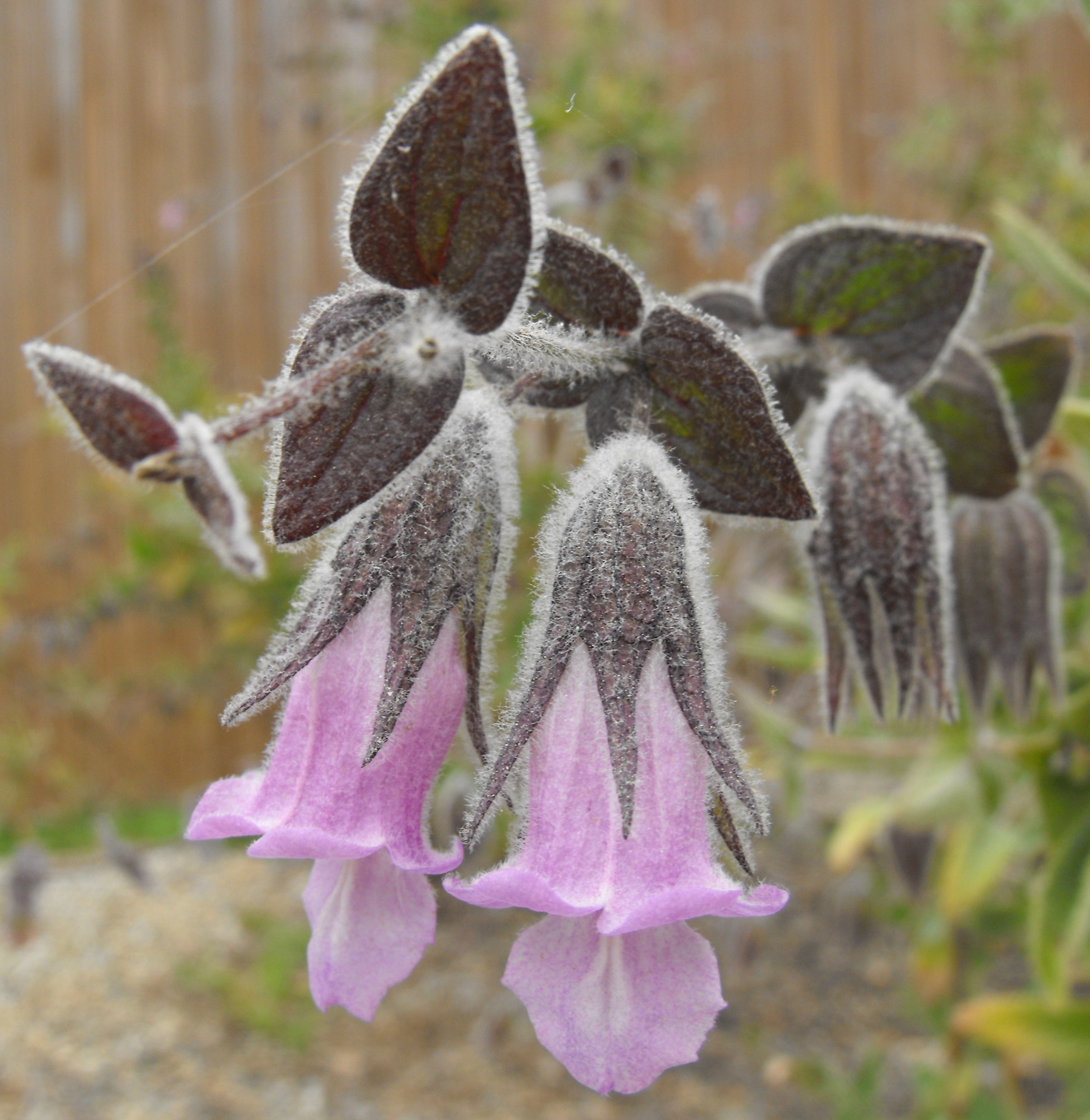